# Скугсчиркогорден
Скугсчиркогорден (швед. Skogskyrkogården — дослівно «Лісовий цвинтар») — цвинтар, що розташований у південній частині Стокгольма (Швеція). Відображає розвиток архітектури від романтичного націоналізму до зрілого функціоналізму.

## Відомі поховання
- Грета Гарбо, славетна акторка
- Ґуннар Асплунд, шведський архітектор
- Ейвінд Юнсон, письменник
- Катаріна Тайкон, шведська дитяча письменниця циганського походження
- Роза Тайкон, шведська срібних справ майстриня і громадська діячка, борчиня за права ромів.
- Пелле Ліндберг, хокеїст
- Богдан Кентржинський, український історик і громадський діяч
- Пер Інгве Олін, вокаліст норвезького блек-метал гурту Mayhem.
- Томас Форсберг, шведський музикант, засновник гурту Bathory.